# Centrumgalerij

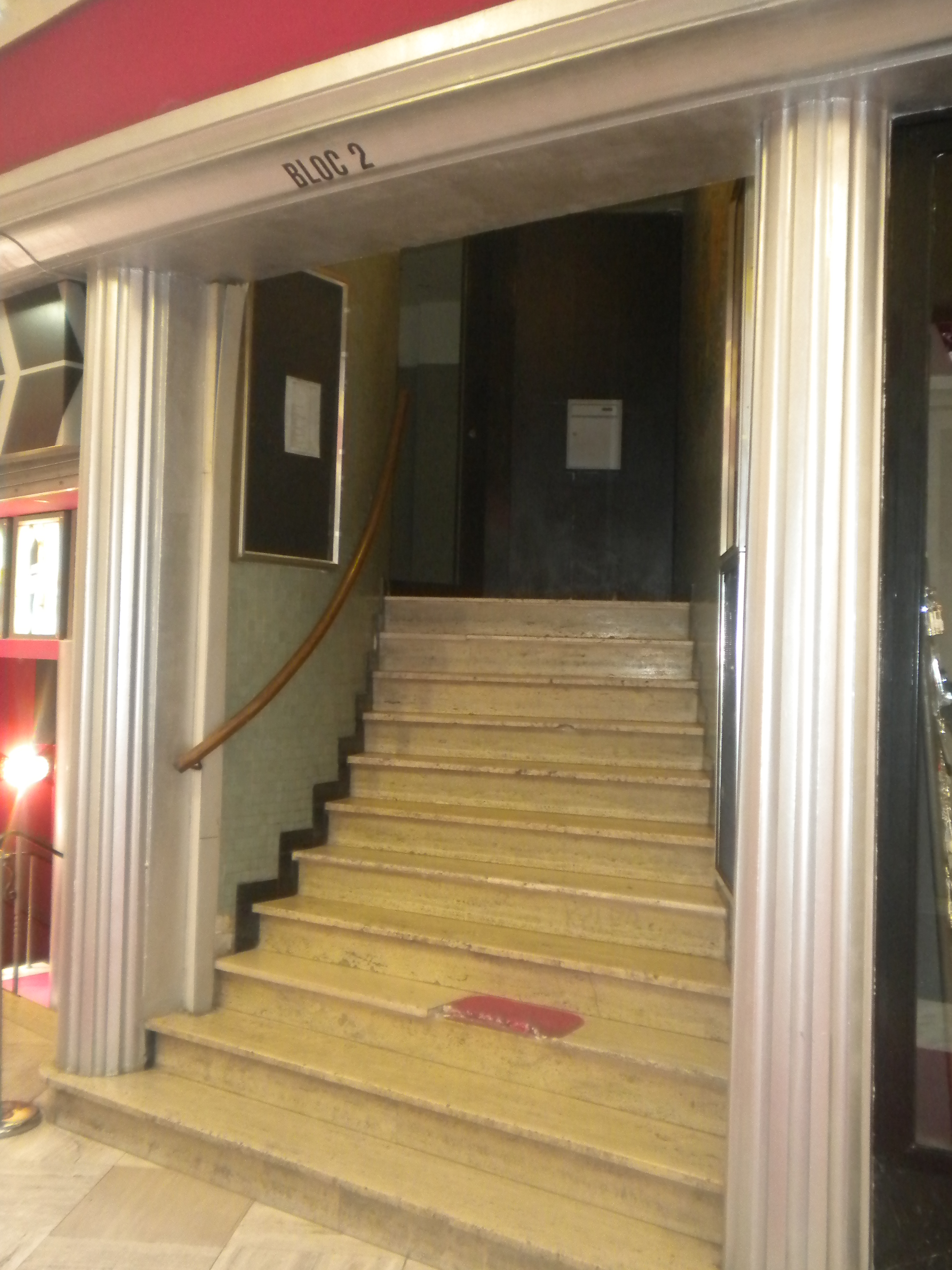
Ingang naar een van de bovenliggende kantoorgebouwen

De Centrumgalerij (Frans: Galerie du Centre) is een winkelgalerij in de Belgische stad Brussel.
De hoofdingang van de galerij ligt aan de Kleerkopersstraat is bekleed met kwarts die afkomstig is uit Noorwegen. Aan de andere zijde komt de galerij uit op de Greepstraat. De galerij zelf is opgetrokken in beton en glas.
De galerij splitst na ongeveer 20 meter in twee takken en komen na zo'n 60 meter weer bij elkaar, om samen nog krap 20 meter door te lopen naar de achteringang.
In de galerij bevinden zich winkels en Cinema Aventure op de benedenverdieping en kantoren en woningen op de bovenverdiepingen. De 27 nagelsalons in de galerij zijn in 2023 tijdelijk gesloten nadat bioscoopbezoekers onwel waren geworden door chemische dampen.

## Geschiedenis
Op 3 april 1951 werd de eerste steen gelegd van de Centrumgalerij naar het ontwerp van architect Jean-Florian Collin, die het ontworpen had naar het voorbeeld van de Koninklijke Sint-Hubertusgalerijen.
Eind 2013 werden tijdens restauratiewerkzaamheden in een gebouw van de vakbond VSOA in de Centrumgalerij striptekeningen ontdekt van André Franquin, Peyo en Jean Roba.